# インテリジェント ウェイブ
株式会社インテリジェント ウェイブ（英文社名：Intelligent Wave Inc.）は、東京都中央区新川に本社を置く日本のシステムインテグレータ。

## 概要
1984年、安達一彦により設立。2008年に業務提携先であった大日本印刷により株式公開買付けが行われたが不成立。2010年に再び大日本印刷による株式公開買付けがなされ、同社子会社化された。2019年には東京証券取引所一部銘柄に指定された。

## 沿革
- 1984年 - 東京都港区新橋に株式会社インテリジェント ウェイブを設立[4]。
- 1985年 - 東京都中央区日本橋茅場町に本社を移転[4]。
- 2005年 - 東京都中央区新川に本社を移転[4]。
- 2010年 - 株式公開買付けにより大日本印刷株式会社の子会社となる。大阪証券取引所JASDAQに上場[4]。
- 2013年 - 東京証券取引所JASDAQに上場[4]。
- 2018年 - 東京証券取引所市場第二部へ市場変更[4]。
- 2019年 - 東京証券取引所市場第一部銘柄に指定[4]。
- 2020年 - 取締役会の員数を6名に変更、執行役員制度を導入